# Orden Manuel José Hurtado

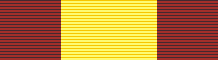
Orden Manuel José Hurtado

La Orden Manuel José Hurtado es el máximo galardón al que pueden aspirar los educadores en la República de Panamá y fue establecida mediante Decreto Nº 412 de 27 de noviembre de 1959, a fin de ser concedida anualmente cada 1 de diciembre a docentes, centros educativos, grupos cívicos, religiosos, asociaciones de padres de familia, empresarial, instituciones u organizaciones que hayan realizado obras de valor cultural y educativa. También existe el Consejo Nacional de la Orden de Manuel José Hurtado, cuyos miembros organizan la selección de los galardonados que se han distinguido en la rama de la educación.

## Clase
La Orden de Manuel José Hurtado se otorga en una sola categoría.

## Medalla y Pergamino
La distinción de la Orden de “Manuel José Hurtado” consistirá en una medalla de plata de setenta (70) milímetros de diámetro, que en el converso llevará la esfinge en oro de Don Manuel José Hurtado, alrededor de la cual estará la leyenda “Manuel José Hurtado, Padre de la Educación Panameña”, y en la parte inferior llevará el año 1959 y el año correspondiente a su entrega. La medalla estará suspendida por una cinta color rojo púrpura de cuarenta (40) milímetros de ancho, que llevará en el centro una franja de color amarillo de cinco (5) milímetros de ancho.
Los educadores e instituciones condecorados recibirán, además de la medalla, un pergamino donde constará el reconocimiento que le hace el Órgano Ejecutivo.